# Bavispe (Messico)
Bavispe è un comune del Messico, situato nello stato di Sonora.